# Santissimo Crocifisso Agonizzante in Arcione
Santissimo Crocifisso Agonizzante in Arcione var ett oratorium i Rom, helgat åt den korsfäste Kristus. Oratoriet var beläget vid Via in Arcione i Rione Trevi.
Oratoriet uppfördes förmodligen under 1690-talet på uppdrag av Confraternita del Sacramento, ett brödraskap med uppgift att rädda de döendes själar. Den 18 februari 1740 förstördes oratoriet i en eldsvåda; det enda som kunde räddas ur lågorna var krucifixet ovanför högaltaret. Brödraskapet flyttade efter branden till en lokal vid Via Rasella.